# ویلیام گان
ویلیام گان (انگلیسی: William Gunn; ۴ دسامبر ۱۸۵۸ – ۱۹ ژانویهٔ ۱۹۲۱) بازیکن کریکت، و بازیکن فوتبال اهل پادشاهی متحد بریتانیای کبیر و ایرلند بود.
از باشگاه‌هایی که در آن بازی کرده‌است می‌توان به اشاره کرد.